# Proserpinaca pectinata
Proserpinaca pectinata là một loài thực vật có hoa trong họ Haloragaceae. Loài này được Lam. miêu tả khoa học đầu tiên năm 1791.